# Sibirisk valmue
Sibirisk valmue (Papaver nudicaule) eller islandsk valmue er en enårig urt eller en staude med en opstigende til opret vækst. Planten kan f.eks. anvendes i stenbed .

## Beskrivelse
Bladene danner en grundstillet roset, og de er spatelformede, fjersnitdelte og helrandede med flere trelappede afsnit. Begge bladsider er blågrønne og dækket af grålige hår. Blomstringen er indrettet efter forholdene på voksestedet, men den indtræffer gerne maj-august. 
Blomsterne er endestillede på behårede, men bladløse stængler. Knopperne er hængende og dækket af brune hår. Bægerbladene tabes i forbindelse med udspringet, hvorefter man ser en forholdsvis stor blomst med 4 hvide, gule eller røde kronblade. Blomsten er insektbestøvet, hvor det er muligt, og ellers selvbestøvende. Frugten er en kapsel med porer, der tillader frøene at drysse ud.
Rodnettet består af en kort, lodret rodknold, som bærer trævlede rødder.
Højde x bredde og årlig tilvækst: 0,25 x 0,25 m (25 x 25 cm/år).

## Hjemsted
Arten er udbredt fra Centralasien over Sibirien til Alaska og det nordlige Canada. Derimod findes den ikke i Grønland
 eller på Island. 
Den vokser på moræner og grusbunker, i bjergenge i højder mellem 300 og 2.500 m. Den foretrækker sure eller neutrale til svagt basiske jordtyper. Ved lave temperaturer findes den mest i fuld sol, men ellers ser man den oftest på halvskyggede og tørre til let fugtige steder. 
På de lave granitbjerge (455-1.877 m), der danner halvøen Svyatoi Nos ved østkysten af Bajkalsøen, findes et landskab, der består af højmoser, lavvandede søer og gamle indlandsklitter, hvor krybefyr er dominerende. Her vokser sibirisk valmue sammen med bl.a. agerbær, blåbær, knærod, Androsace amurensis (en fjeldarve-art), Artemisia sericea (en bynke-art), duftende mangeløv, finsk rose, kragefod, kærdueurt, laplandsrørhvene, Lonicera pallasii (en gedeblad-art), nikkende flitteraks, nordisk radeløv, nøgleklokke, parkbrandbæger,  Pleurospermum uralense (en blærefrø-art), Rhododendron dauricum (en rododendron-art), sibirisk ædelgran, skovpadderok, solbær, spids øjentrøst, stor nælde, strandnellike, sølværenpris, vestsibirisk lærk, vild ribs og Viola uniflora (en viol-art).

## Anvendelse
Planten kan bruges i stenbed eller i krukker med gruset, veldrænet jord. Hvis blomsterne skal bruges i vase, må de skæres, før de springer ud og taber bægerbladene.
| Portal | Portal:Botanik |

## Note
1. ↑  Den er dog set på nunatakker i Sydgrønland omkring 1890! Se Peter Eberlin: Antikritiske Bemærkninger om den grønlandske Fanerogamvegetations Historie (Webside ikke længere tilgængelig) i Geografisk Tidsskrift, bind 12, 1890-99
2. ↑  Oleg A. Anenkhonov og Milan Chytrý: Syntaxonomy of the Vegetation of the Svyatoi Nos Peninsula, Lake Baikal i Folia Geobotanica, 1998, nr. 33, side 31-75 (engelsk)